# Njörfafellstindur
Njörfafellstindur är en bergstopp i republiken Island. Den ligger i regionen Austurland, 300 km öster om huvudstaden Reykjavík. Toppen på Njörfafellstindur är 477 meter över havet.
Trakten runt Njörfafellstindur är nära nog obefolkad, med mindre än två invånare per kvadratkilometer. Trakten runt Njörfafellstindur består i huvudsak av gräsmarker.